# Autoritratto con Stalin
Autoritratto con Stalin (in spagnolo Autorretrato con Stalin) è un dipinto della celebre pittrice messicana Frida Kahlo.

## Descrizione
(Frida Kahlo, Diario)
Nei suoi ultimi anni di vita, Frida Kahlo ha introdotto una dimensione politica nel suo lavoro per servire il Partito e beneficiare la Rivoluzione. La natura votiva di questo ritratto assume un particolare significato per la pittrice messicana se confrontata con un'opera molto simile, Autoritratto con il Ritratto del dottor Farill, in cui Frida celebra il dottore che la operò sette volte alla colonna vertebrale, attribuendogli simbolisticamente il ruolo di "Salvatore". Qui Frida dipinge Iosif Stalin in tale ruolo. Il leader dell'Unione Sovietica era infatti deceduto l'anno prima della realizzazione dell'opera. Con questo ritratto Frida Kahlo rivela la sua fede quasi religiosa nel comunismo. Come in altri dipinti di questo periodo, la precisa esecuzione dei dettagli, caratteristica di molte opere di Frida Kahlo, è scomparsa; molto probabilmente a causa dell'azione del forte farmaco che stava assumendo in quel periodo.